# Prince Edward Theatre
Le Prince Edward Theatre est une salle de spectacle située dans le West End de Londres.

## Principales productions
- 1998 - West Side Story
- 1999 - Mamma Mia!
- 2004 - Mary Poppins
- 2008 - Jersey Boys
- 2014 - Miss Saigon
- 2016 - Disney's Aladdin: A Musical Spectacular
- 2019 - Mary Poppins